# Abbenans
Abbenans ist eine französische Gemeinde mit 321 Einwohnern (Stand: 1. Januar 2022) im Département Doubs in der Region Bourgogne-Franche-Comté.

## Geographie
Abbenans liegt auf einer Höhe von 320 m über dem Meeresspiegel, sechs Kilometer südlich von Villersexel und etwa 27 km westlich der Stadt Montbéliard (Luftlinie). Das Dorf erstreckt sich in der Hügellandschaft zwischen den Talniederungen von Doubs im Süden und Ognon im Norden, in einer weiten Mulde des Bief d’Auta am Nordfuß der Grands Bois.
Die Fläche des 11,17 km² großen Gemeindegebiets umfasst einen Abschnitt der Hügellandschaft südlich des Ognontals. Der zentrale Teil des Gebietes wird von der Mulde von Abbenans eingenommen. Diese wird durch den Bief d’Auta und seine Seitenbäche nach Nordwesten zum Ognon entwässert. Sie wird hauptsächlich landwirtschaftlich genutzt. Begrenzt wird diese Mulde im Norden durch die Anhöhe des Bois du Chanoi (393 m), im Osten durch die Höhen von Bournois und im Süden durch das Hochplateau der Grands Bois, auf dem mit 447 m die höchste Erhebung von Abbenans erreicht wird. Das Plateau ist überwiegend bewaldet und läuft in mehreren Vorsprüngen zum Becken von Abbenans aus. Nach Osten erstreckt sich das Gemeindeareal bis in das Quellgebiet des Ruisseau de Peute Vue, eines weiteren Zuflusses des Ognon.
Nachbargemeinden von Abbenans sind Les Magny im Norden, Fallon und Bournois im Osten, Uzelle im Süden sowie Cubry im Westen.

## Geschichte
Im Mittelalter gehörte Abbenans der Familie d’Oiselay und danach den Herren von Grammont. Zusammen mit der Franche-Comté gelangte das Dorf mit dem Frieden von Nimwegen 1678 an Frankreich. Heute ist Abbenans Mitglied des Gemeindeverbandes Deux Vallées Vertes.

## Sehenswürdigkeiten
Die Dorfkirche Saint-Ermenfroi in Abbenans wurde um 1730 erbaut. Im Ortskern sind verschiedene Häuser im traditionellen Stil der Franche-Comté aus dem 17. bis 19. Jahrhundert erhalten.

## Bevölkerung
| Jahr                       | 1962 | 1968 | 1975 | 1982 | 1990 | 1999 | 2017 | 2019 |
| Einwohner                  | 331  | 324  | 377  | 403  | 353  | 370  | 342  | 323  |
| Quellen: Cassini und INSEE |      |      |      |      |      |      |      |      |

Mit 321 Einwohnern (Stand 1. Januar 2022) gehört Abbenans zu den kleinen Gemeinden des Départements Doubs. Nachdem die Einwohnerzahl in der ersten Hälfte des 20. Jahrhunderts deutlich abgenommen hatte (1881 wurden noch 675 Personen gezählt), wurde während der 1970er Jahre ein Bevölkerungswachstum, in den letzten Jahren jedoch erneut ein Rückgang verzeichnet.

## Wirtschaft und Infrastruktur
Abbenans war bis weit ins 20. Jahrhundert hinein ein vorwiegend durch die Landwirtschaft (Ackerbau, Obstbau und Viehzucht) und die Forstwirtschaft geprägtes Dorf. Daneben gibt es heute einige Betriebe des lokalen Kleingewerbes. Mittlerweile hat sich das Dorf zu einer Wohngemeinde gewandelt. Viele Erwerbstätige sind deshalb Pendler, die in den größeren Ortschaften der Umgebung ihrer Arbeit nachgehen.
Der Ort liegt abseits der größeren Durchgangsstraßen. Die Hauptzufahrt erfolgt von der Hauptstraße D50, die von Baume-les-Dames nach Villersexel führt. Weitere Straßenverbindungen bestehen mit Fallon und Uzelle.